# Werbespiel
Werbespiele sind Spiele, die in unterhaltsamer Form der Werbung dienen. Man spricht in diesem Zusammenhang auch von Advertainment oder Infotainment. Neuerdings handelt es sich dabei meist um Computerspiele, die auch als Ad-Games – Ad steht für Advertising (engl. Werbung) – bezeichnet werden. Viele Werbespiele sind mit Gewinnspielen gekoppelt.
Das wohl bekannteste Werbespiel dürfte das Moorhuhn-Spiel sein. Viele namhafte Unternehmen nutzen Werbespiele als Werbemittel, sowohl zur Kundenbindung als auch zur Neukundengewinnung. Auch nicht kommerzielle Unternehmen und Institutionen nutzen Werbespiele, um ihre Botschaften zu verbreiten.
Kunden beschäftigen sich – anders als bei den meisten anderen Werbeformen – hier freiwillig und aktiv mit der Werbebotschaft und informieren sich unterhaltend mit Infotainment. Dadurch wirkt diese Werbung in andere Weise als zum Beispiel Fernsehwerbung (TV-Spots) oder Postwurfsendungen (Mailings), die passiv wahrgenommen und daher nicht selten als lästig empfunden werden. Zu diesem Ergebnis kam das Bochumer Institut für angewandte Kommunikationsforschung: „Während beinahe 90 % aller Testpersonen TV-Spots als störend beurteilen, stößt die Werbung in Werbespielen bei mehr als der Hälfte auf Sympathie.“
Neben der Kommunikation von Marke und Werbebotschaft verfolgen Unternehmen mit Ad-Games zumeist das Ziel der Gewinnung von Adressdaten bestehender und potenzieller Kunden. So müssen sich Konsumenten von Werbespielen häufig registrieren, um den vollen Funktionsumfang der Spiele nutzen oder an verknüpften Gewinnspielen teilnehmen zu können. Die Daten werden in der Regel für weitere Marketingmaßnahmen genutzt.